# NGC 917
NGC 917 je galaksija u zviježđu Trokut.

## Vanjske poveznice
- SEDS: NGC 917